# خانه کابوس
خانه کابوس یک فیلم ترسناک ترکی است که در سال ۲۰۰۶ فیلم برداری شده است. گارگردان و تهیه کننده این فیلم جاغان ارمارک است.
این فیلم شامل ۱۳ قسمت است که در خانه و کاخ بزرگی در ترکیه فیلم برداری شده است.
این فیلم در دسامبر سال ۲۰۰۸ در شبکه‌ام بی اس ۱ به نمایش درآمد.